# 피시캐니언 응회암
피시캐니언 응회암(Fish Canyon Tuff)은 약 5,000 km3 부피로 추정되는 지구상에서 가장 큰 폭발적 분화로 발생한 대규모 화산재 이류 혹은 이그님브라이트 지역이다. 피시캐니언 응회암 분화는 미국 콜로라도주 서남부에 있는 라가리타 칼데라를 중심으로 발생했다. 칼데라는 분화 결과 산체가 붕괴되어 형성되었다고 추정된다. 응회암 연구에 따르면 이 응회암은 균일한 여러 화합물(SiO2=bulk 67.5~68.5% (데이사이트), matrix 75~76%(유문암))과 일정한 반정 물질(35~50%), 여러 광물학적 구성물(사장석, 투장석, 석영, 흑운모, 각섬석, 티탄석, 인회석, 지르콘, Fe-Si 산화물이 1차 반정) 구성은 전부 하나의 분화로 나온 분출물라는 것을 말해준다. 이 응회암과 그 분화는 거대한 화산대인 산후안 화산대 및 제3기 중반 이그님브라이트 폭발의 일부 흔적이다.
피시캐니언 응회암을 만든 분화는 지금으로부터 약 2,800만년 전 일어났다. 응회암의 투장석 결정은 아르곤-아르곤 연대 측정(40Ar-39Ar) 연대측정에서 기준결정(FCTs)으로 사용되며, 천문학적으로 보정된 현재의 FCTs 연대는 28.175 Ma이다.